# Team Parker Racing
Team Parker Racing  est une écurie britannique de course automobile fondée par Stuart Parker en septembre 1998.
Elle participe notamment au Blancpain Endurance Series, au Championnat britannique des voitures de tourisme et à la Porsche Carrera Cup du Royaume Uni.

## Histoire

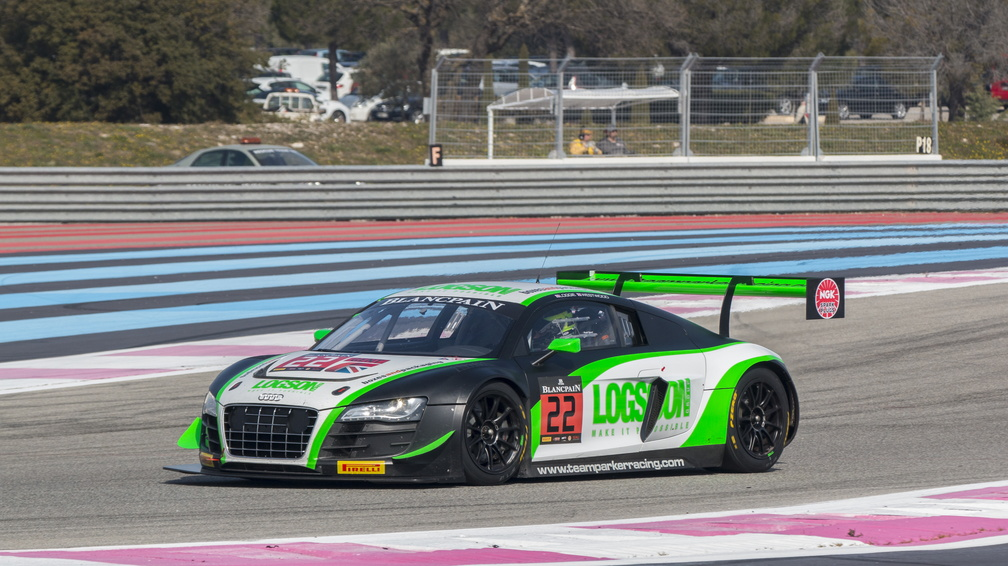
L'Audi R8 LMS de l'écurie lors des essais officiels du Blancpain Endurance Series 2015 sur le circuit Paul-Ricard.

À la fin de l'année 2015, l'écurie quitte le giron d'Audi et défendra désormais les couleurs de Bentley.
Début mars 2016, l'écurie annonce l’engagement d'une Bentley Continental GT3 en Blancpain GT Series Endurance Cup.
Le 5 juillet 2016, avec la Bentley Continental GT3 pilotée par Seb Morris, l'écurie réalise le meilleur temps de la journée test des 24 Heures de Spa.
En mars 2017, le Team Parker Racing annonce l'engagement de deux Bentley Continental GT3 en championnat britannique des voitures de grand tourisme. La première auto est confiée à Ian Loggie et Calum Macleod,. En juin 2017, Rick Parfitt et Seb Morris remporte la manche de Silverstone.

## Automobiles engagées
- Bentley Continental GT3
- Ford Focus RS
- Porsche GT3
- Caterham Super 7
- Porsche Cayman GT4

## Pilotes
GT3 :
- Bentley Continental GT3 #31 :

- -  Rick Parfitt
  -  Seb Morris

- Bentley Continental GT3 #7 :

- -  Seb Morris
  -  Ian Loggie

- Porsche Cayman GT4 #66

- -  Nick Jones
  -  Scott Malvern

Championnat britannique des voitures de tourisme:
- Stephen Jelley

Porsche Carrera Cup :
- Justin Sherwood
- Alex Martin
- Rupert Martin
- Graeme Mundy

Caterham Super 7 Interseries :
- Danny Killeen
- Andy West
- Justin Armstrong
- Paul Lewis